# زي أس يو-23-4 شيلكا
زي أس يو-23-4 شيلكا (بالروسية: ЗСУ-23-4 Ши́лка) هي عربة قتالية مجنزرة مضادة للطائرات وقتال المشاة سوفيتية الصنع، وقد عمد اسم شيلكا إلى نهر روسيا.
تتميز عربة الشيلكا من برجها الكبير المسلح بأربع مدافع رشاشة عيار 23 ملم، إضافة لجهاز الرادار الموجود خلف البرج والذي يمكن طيه للخلف في حالة استخدام العربة في قتال المشاة. يتكون طاقم الشيلكا من 4 أفرادو هم قائد الألية والسائقو رامي المدفع إضافة لمشغل الرادار.
تتمتع العربة الشيلكا بالقدرة على الرؤية الليلية باستخدام أنظمة الرؤية الليلية العاملة بالإشعة تحت الحمراء الإيجابية، وهي أنظمة قديمة، وتعمل عن طريق إرسال حزمة من شعاع الأشعة تحت الحمراء بواسطة كشافات عادية تجهز بمصافي ضوء خاصة لإزالة الضوء المرئيو الإبقاء على الأشعة تحت الحمراء التي لا ترى بالعين المجردة ثم تقوم بالتقاطها بواسطة عدسة خاصة، ومدى هذه الأشعة بحدود خمسمائة متر فقط. يبلغ تدريع الشيلكا الأقصى 15 ملم من الأمامو الأجناب بينما ينخفض لـ 9 ملم في السطح، تبلغ سرعة الشيلكا 50 كيلو/ساعة وهي تتحرك بواسطة محرك ديزل، يقع المحرك في الجهة الخلفية للمركبة، مما يزيد احتمالية تعطل المركبة عن العمل إذا تحققت إصابة مؤثرة في الجزء الخلفي من العربة، والعربة عموما بطيئة الحركة.

## الفئات
- 1964 : ZSU - 23 - 4 : مرحلة ما قبل الإنتاج ونماذج الإنتاج الأولي.
- 1968 : ZSU - 23 - 4V : تغييرات طفيفة.
- 1972 : إصدار أخر ZSU - 23 - 4V1 تعديلات طفيفة.
- 1977 : ZSU - 23 - 4M : سلة من الذخيرة الإضافية خارج البرج (ثلاثة الآن في المجموع)، لتغطية مدرعة المدافع، وإيقاف حرائق الكمبيوتر والتحكم

الرقمي بإضافة صحن الرادار + بندقية "يمكن أن تعمل بشكل مستقل في وضع البحث، بدلا من أن تكون مجرد تابعة للسلاح الرئيسي.
- 1990 : ZSU - 23 - 5M : هي النسخة الجزائرية المطورة تتمتع بنفس صفات 4M إضافةً إلى تكييفها للرمي الصاروخي ارض جو.

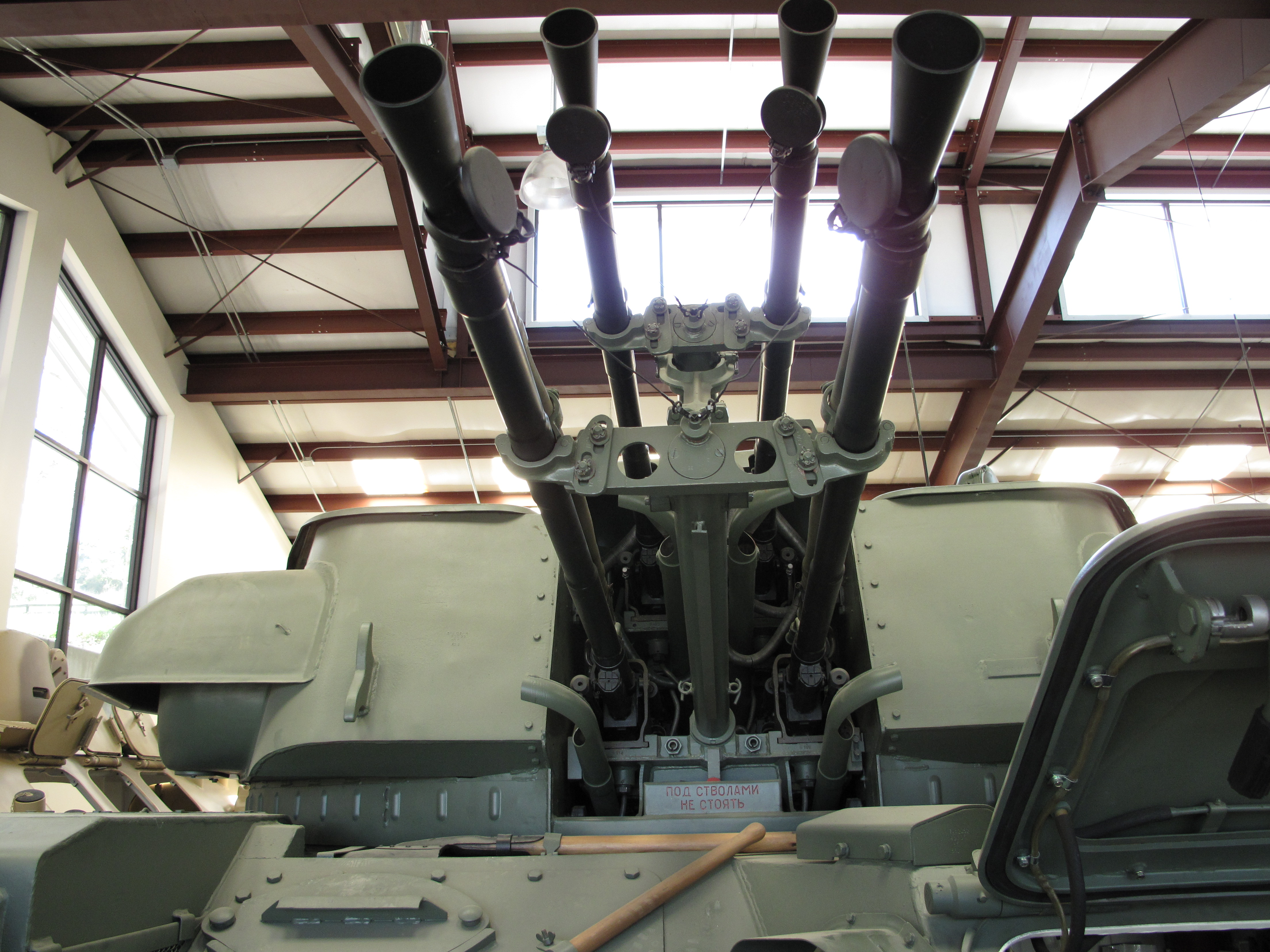
مدفع زد أس غي 23-4 الرباعي

## الدول المستخدمة
- أفغانستان 20 تم تسليم من الاتحاد السوفياتي
- الجزائر تم تسليم 310 من اتحاد الجمهوريات الاشتراكية السوفياتية، [5] تطوير عدد من عربات شيلكا من خلال الرفع من قدرات المحرك لتزويد العربة بسرعة فائقة في جميع أنواع الأرضيات وكما تم تزويدها بنظام تثبيت جديد ونظام مدفعي جديد كذلك ومن نفس العيار وتكيفها للرمي الصاروخي أرض جو.[بحاجة لمصدر]
- أنغولا
- أرمينيا
- بيلاروس
- بلغاريا (27 في الخدمة الفعلية)ZSU-23-4#cite ref-WDA 26-1
- الكاميرون 128 + عقد جديد مع روسيا في عام 2011 ل300-350 ZSU-23-4#cite ref-WDA 26-1
- كوبا 36 في عام 1995 (استلمت من روسيا) ZSU-23-4#cite ref-WDA 26-1
- مصر تم تسليم 310 كما تم التوقيع على عقد جديد مع روسيا في عام 2005 ZSU-23-4#cite ref-WDA 26-1
- إثيوبيا60 ZSU-23-4#cite ref-WDA 26-1
- المجر
- الهند
- إيران
- العراق
- الأردن 45 في عام 2008
- ليبيا
- مالي
- المغرب
- موزمبيق
- نيجيريا
- كوريا الشمالية
- فلسطين
- بيرو
- بولندا
- رومانيا
- روسيا
- سلوفاكيا
- الصومال
- سوريا تم تسليم 300
- روسيا 133 في الخدمة الفعلية في عام 2011 (التي يستخدمها مشاة البحرية)
- أوكرانيا
- فيتنام
- اليمن

### المستخدمون السابقون
- ألمانيا الشرقية: تم تسليم 131، انتقلت إلى ألمانيا بعد انهيار ألمانيا الشرقية [6]
- ألمانيا: مرت على من ألمانيا الشرقية، التي توقفت عن العمل.
- الاتحاد السوفيتي: تنتقل إلى الدول الأعضاء.